# مقاطعة ماريلاند
مقاطعة ماريلاند (بالإنجليزية: Maryland County)‏ هي مقاطعة في ليبيريا، تتبع ليبيريا، بلغ عدد سكانها 136٬404 نسمة، في 2008، عاصمتها هاربر (ليبيريا)، تبلغ مساحتها 2٬296 كيلومتر مربع.